# 宁波市北仑中学
宁波市北仑中学，又稱浙江省北仑中学，为浙江省一级重点中学，创办于1989年，位于浙江省宁波市北仑区。

## 学校历史
北仑中学原址位于北仑区东河路与华山路路口，交通便利，但面积较小教学使用有所不便。2004年8月学校迁入位于北仑北郊的校区，占地200亩，建筑面积9万平方米。1998年成为浙江省一级重点中学。

## 校风
勤奋、求实、守纪、进取